# Хайновский, Вальтер
Ва́льтер Хайно́вский (нем. Walter Heynowski; 20 ноября 1927, Ингольштадт, Бавария, Германия — 6 ноября 2024, Берлин) — немецкий кинорежиссёр и сценарист. Член Академии искусств ГДР.

## Биография
С 1946 года — журналист, а с 1949 года — главный редактор журнала «Frischer Wind» (с 1950 года «Eulenspiegel»). На телевидении поставил ряд документальных фильмов «Убийство во Львове» (1959), «Операция „йот“» (1960) и другие. С 1963 года работал сценаристом и режиссёром документальных фильмов киностудии ДЕФА. С 1966 года сотрудничал с режиссёром и сценаристом Герхардом Шойманом.
Умер 6 ноября 2024 года в Берлине в возрасте 96 лет.

## Избранная фильмография

### Режиссёр
- 1961 — Операция «йот» / Aktion J
- 1963 — Братья и сёстры / Brüder und Schwestern
- 1964 — Коммандо-52 / Kommando 52
- 1966 — Смеющийся человек: Признание убийцы / Der lachende Mann – Bekenntnisse eines Mörders
- 1967 — Час прорицаний / Geisterstunde – Auge in Auge mit dem Mittelalter
- 1967 — Дело Бернда К. / Der Fall Bernd K.
- 1968 — Пилоты в пижамах / Piloten im Pyjama
- 1969 — Президент в изгнании / Der Präsident im Exil
- 1971 — Прощай, Уиллис / Bye-Bye Wheelus
- 1973 — В году паука / Im Zeichen der Spinne
- 1974 — Война мумий / Der Krieg der Mumien
- 1974 —  / ¡Ciudadanos de mi patria! (Bürger meines Landes!)
- 1974 — Я был, я есть, я буду / Ich war, ich bin, ich werde sein
- 1975 — Заботы о деньгах / Geldsorgen
- 1975 — Наследие Майера / Meiers Nachlaß
- 1976 — Дьявольский остров / Die Teufelsinsel
- 1977 — Железная крепость / Die eiserne Festung
- 1979 — Феникс / Phoenix
- 1980 — Кампучия — гибель и возрождение[нем.]
- 1981 — Ангкар / Die Angkar
- 1985 — Эктор Куэвас / Héctor Cuevas
- 1986 — Генералы[3] / Die Generale
- 1989 — Товарищ Крюгер / Kamerad Krüger
- 1990 — Пышный приём / Großer Bahnhof

## Сочинения
- Heynowski, W., Scheumann, G. Die Kugelweste. Erlebt im Sommer 1975 in Vietnam. Verlag der Nation. — Berlin, 1977.  (нем.)
- Вальтер Хайновский, Герхард Шойман. Смеющийся человек. Показания убийцы. — М., «Молодая гвардия», 1967. Артикул 528886
- Вальтер Хайновский, Герхард Шойман. Пилоты в пижамах. — М., «Молодая гвардия», 1969. Артикул 572325
- Вальтер Хайновский, Герхард Шойман. «Смеющийся человек», и другие сценарии. — М., «Искусство», 1970.
- Вальтер Хайновский, Герхард Шойман. Президент в изгнании. — М., «Молодая гвардия», 1970.
- Вальтер Хайновский, Герхард Шойман. Дело Бердна К. — М., «Молодая гвардия», 1971.
- Вальтер Хайновский, Герхард Шойман, Петер Хельмих. Полёт в Чикабуко. — М., «Молодая гвардия», 1976.
- Вальтер Хайновский, Герхард Шойман, Петер Хельмих. Сценарии. — М., «Искусство», 1978.
- Вальтер Хайновский, Герхард Шойман. Журналистские расследования в Германии. Неистовый репортер. Метод включенного наблюдения Гюнтера Вальрафа.
- Вальтер Хайновский, Герхард Шойман. Кампучия — гибель и возрождение. «Иностранная литература», № 4, 1981.

## Награды
- 1974 — орден «За заслуги перед Отечеством»
- 1980 — Национальная премия ГДР
- 1981 — Премия имени Генриха Грайфа
- 1987 — орден «Звезда дружбы народов»
- 1989 — Национальная премия ГДР
- 1977 — главная премия X Московского международного кинофестиваля («Наследие Майера»)